# Бартэн, Александр Александрович
Александр Александрович Бартэн (5 сентября 1908, Барнаул, Российская империя — 11 декабря 1990, Ленинград, СССР) — русский советский писатель, прозаик, драматург, режиссёр, участник Великой Отечественной войны. Произведения посвящены людям советского искусства; артистам цирка, публиковал также критические статьи, литературные воспоминания.

## Биография
Родился 5 августа (23 июля) 1908 год в Барнауле, с 1910 года семья переехала в Санкт-Петербург.

### Образование
Образование получил в Ленинграде, где окончил:
В 1925 году 10-ю Советскую единую трудовую школу, бывшая Гимназия М. Н. Стоюниной
В 1929 году — Театроведческое отделение Высших курсов искусствоведения
В 1930 году — Филологическое отделение Ленинградского университета
В 1931 году — Режиссёрское отделение Техникума сценических искусств

### Работа
Работал режиссёром в театрах и цирке, литсотрудником радиовещания в Торговом порту и на заводе «Красный треугольник».
Преподавал в театральных студиях и эстрадно-цирковой экспериментальной мастерской, вёл передачи на Ленинградском радио в рубрике Писатели у микрофона.
Участник Великой Отечественной войны, вступил в народное ополчение, призван добровольцем в Куйбышевском районе Ленинграда, служил в газете «В решающий бой» 54-й армии, 14 января 1941 года окончил Партийные курсы Ленинградского военного округа и направлен в 48-ю армию, службу проходил при Управлении 8-й Учебной танковой бригаде, где состоял литературным сотрудником газеты «Танкист» в звании старшего лейтенанта. Член ВКП(б) (1945). Член Союза писателей СССР с 1946 года.
После войны работал литконсультантом в журнале «Звезда» (1946—1950). Затем на творческой работе.

### Семья

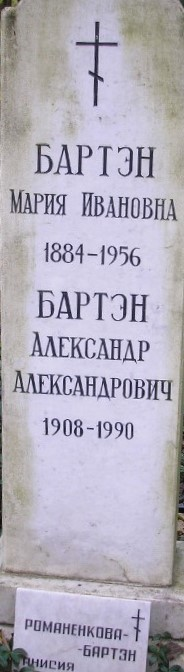
Надгробный памятник на семейной могиле Бартэн на Большеохтинском кладбище в Санкт-Петербурге

Отец — Александр Германович Бартен, потомок выходцев из Бельгии, выпускник Лесотехнической академии в Санкт-Петербурге 1898 года, по окончании которой направлен на работу в Сибирь, умер за три месяца до рождения сына от сыпного тифа, похоронен на Нагорном кладбище Барнаула.
Мать — Мария Ивановна урождённая Ульрих (1884—1956), дочь статского советника Ивана Андреевича Ульрих, бывшего в 1906—1910 годы Начальником Алтайского горного округа Кабинета Его Императорского Величества и Томским гражданским губернатором и Варвары Ивановны урождённой Лермонтовой (1851—1936), троюродной сестры поэта Михаила Лермонтова. Позднее Мария Ивановна Ульрих работала лингвистом в одном из Ленинградских институтов, её сестра Анна Ульрих, в замужестве — Бонди, переводчик, ей принадлежит около 70 литературных переводов с шести европейских языков.
В 1910 году семья вернулась в Санкт-Петербург, где проживала на Екатерининском канале, 8.
Супруга — Анисия Иосифовна Романенкова (+ 2009)

### Творчество
В 1927 году написал первое произведение — пьесу «Сакко и Ванцетти».
В 1929 году пьеса «Матрикул белый» из жизни студентов, была поставлена Ленинградским театром актёрского мастерства.
В 1934 году — выходит комедия «Они любят друг друга».
В 1935 году появляется драма «Ледовый поход».
С 1941 года — один из сотрудников фронтовой газеты «В решающий бой».
Автор пьес, скетчей и других произведений для эстрады, рассказов, обозрений, некоторые из них вошли в сборник «На страже» (1931), «Эстрада» (1939).
Архивные документы Бартэна хранятся в ЦГАЛИ.

### Награды
- Орден Отечественной войны 2-й степени[5]
- Орден Знак Почёта
- 09.05.1945 — Медаль «За победу над Германией в Великой Отечественной войне 1941—1945 гг.»[6]
- 22.12.1942 — Медаль «За оборону Ленинграда»[7]
- 15.12.1943 — Медаль «За отвагу» (СССР)[8]

### Адрес
Дом писателей — Ленинград, ул. Ленина дом 34
По свидетельству одного из жильцов:

Запомнил я и солидного, представительного мужчину с раскатистым баритоном, который, выплывая из своей парадной, не говорил, а, словно бы напоказ, театрально вещал. Это был Александр Александрович Бартэн, тесными узами связанный с ленинградской эстрадой прошлых лет.
Он написал достаточно правдивую и увлекательную книжку о жизни цирка — «Всегда тринадцать». Я с огромным интересом читал её в детстве, хотя она была обращена отнюдь не детям, раскрывая непростые отношения внутри «цирковых семей». Александр Александрович приветствовал мое увлечение театром, прослышав о моих любительских «подвигах» в дни зимних каникул, которые я продемонстрировал в комаровском Доме творчества…— Писательский дом на Широкой. rg.ru. Дата обращения: 3 июля 2019..
Умер 11 декабря 1990 года. Похоронен на Большеохтинском кладбище вместе с матерью.

## Произведения

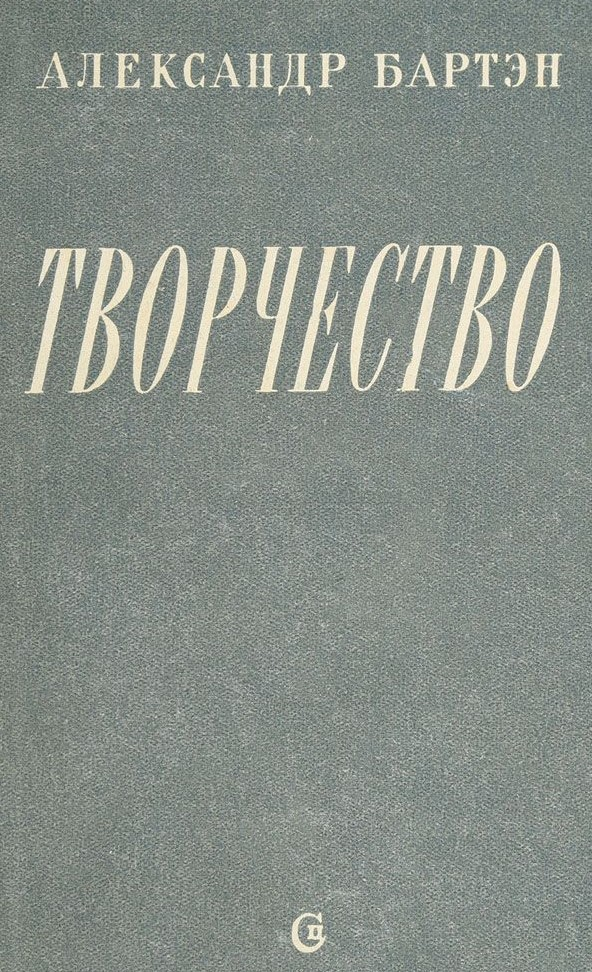
Творчество. Сборник 1952 года
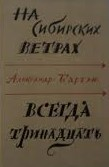
Издание «На сибирских ветрах» и «Всегда тринадцать»
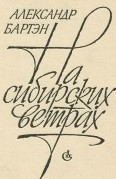
Издание «На сибирских ветрах»

- На страже. Сборник. Л: 1931
- Эстрада. Сборник. Л: 1939
- Творчество. Сборник. Л: 1952
- Театр подымает занавес 1959, 1962
- Всегда тринадцать: Роман. М: Издательство Советский писатель, 1965 и др. изд. najatex.com. Дата обращения: 3 июля 2019..
- А. А. Бартэн.  / рис. Б. Калаушина.. — ил., 1 л. портр.; 2-е изд. 1975, 3-е изд. 1988. — Л.: Советский писатель, Ленинградское отделение, 1973. — 655 с. — ISBN 5-265-00263-4.
- На сибирских ветрах (1979 и 1983).